# Vremski Britof
Vremski Britof je naselje v Občini Divača.